# Vườn quốc gia Cabo de Hornos
Vườn quốc gia Cabo de Hornos nằm ở quần đảo Cape Horn, thuộc đơn vị hành chính của Cabo de Hornos, tỉnh Antártica Chilena của vùng Magellan và Địa Cực Chile. Vườn quốc gia được thành lập vào năm 1945, bao gồm diện tích tự nhiên của hai quần đảo Wollaston và Hermite. Đây là một trong những vườn quốc gia nằm xa nhất về phía Nam của thế giới. Khu bảo tồn rộng 631 km 2 (244 sq mi) và được quản lý bởi Cục Lâm nghiệp Chile, CONAF.
Vị trí của nó là một trong những khu vực quan trọng cho việc đi lại của tàu thuyền từ Đại Tây Dương qua Thái Bình Dương và ngược lại. Vườn quốc gia đã được UNESCO công nhận là một phần của một khu dự trữ sinh quyển thế giới và là khu vực hấp dẫn du khách khi tới khu vực vùng Cực của Nam Mỹ.

## Động thực vật
Động vật tại đây là sự hiện diện của các loài chim biển, chủ yếu là các loài hải âu. Cùng với đó là số ít của các loài động vật có vú và động vật gặm nhấm.
Do khí hậu ở đây khắc nghiệt nên thực vật tại đây là những loài chống chịu được cái lạnh ở vùng cực như cỏ, rêu, địa y. Một khu vực nhỏ ở gần eo biển Magellan là cánh rừng của các loài sồi, sồi Nam Cực, quế...